# Pākehā
Pākehā är en maorisk term för nyzeeländare som är "av europeisk härkomst". På senare tid har ordet använts med syftning på antingen ljushyade personer eller nyzeeländare av icke-maoriskt ursprung. Ordet papa'a har en liknande innebörd i rarotongesiska som talas på Cooköarna.